# Fraisse
Fraisse település Franciaországban, Dordogne megyében. Lakosainak száma 173 fő (2022. január 1.). Fraisse Saint-Géry, Beaupouyet, Bosset, Monfaucon, Saint-Géraud-de-Corps, Saint-Georges-Blancaneix és Saint-Pierre-d’Eyraud községekkel határos.

## Népesség
A település népességének változása:
| Lakosok száma | 170  | 129  | 120  | 152  | 160  | 169  | 172  | 173  | 172  | 173  |
|               | 1968 | 1982 | 1990 | 2006 | 2013 | 2015 | 2017 | 2019 | 2020 | 2022 |